# 井田香菜子
井田 香菜子（いだ かなこ、1990年 - ）は、NHKのアナウンサー。

## 人物
- 青森県生まれ、埼玉県草加市育ち。慶應義塾大学法学部政治学科を卒業。
- 2013年NHK入局。研修を経て、2013年6月より長野放送局に4年間勤務し、2017年4月に大阪放送局に異動した。2022年8月に東京アナウンス室へ異動することを7月15日放送の『NHKニュースおはよう関西』内で発表。入局10年目での東京勤務となる。

## 嗜好・挿話
- 学生時代は東京六大学ピアノ連盟に加盟している「慶應ピアノ・ソサィエティー」に4年間所属した[1]。
- ピアノ、フルート、ハープを演奏できる[2]。
- 好きな食べ物はイクラ。

## 現在の担当番組
- ひるのいこい 月曜日担当（2025年3月31日 - ）
- 明日をまもるナビ（ナレーション：2025年4月 - ）
- 首都圏・関東甲信越のニュース（不定期）
- 上方演芸会 司会進行（不定期）

## 過去の担当番組
長野放送局時代（2013年度 - 2016年度）　
- 土曜スタジオパーク（2013年5月25日） - 新人お披露目
- イブニング信州（不定期）
- 着信御礼!ケータイ大喜利（2014年3月15日・9月13日） - 大喜利フレッシャーズとして出演。
- 長野県のニュース・中継・リポート
- 2016年4月の熊本地震発生直後、熊本放送局に応援で派遣され、災害情報を中心にローカルニュースを担当した。
- ひるブラ「世界に誇る“長野ワイン”～長野・塩尻市～」（2016年10月5日）
- うまいッ!「信州生まれの甘い梨“南水”～長野県下伊那郡～」 （2016年10月20日）

大阪放送局時代（2017年度 - 2022年7月）　
- ウイークエンド関西 - キャスター （2017年4月8日 - 2019年3月30日）
- 第99回全国高等学校野球選手権大会 - アルプスリポート
- 第36回全国都道府県対抗女子駅伝 - ナレーション
- 「わろてんか1週間/5分でわろてんか」（ナレーター：2017年10月8日 - 2018年4月1日）
- うまいッ!「鍋に欠かせぬ　生も絶品!　春菊～大阪　泉州地方～」（2017年12月8日）
- ニュースほっと関西（代理キャスター） （2018年10月9日 - 12日、2019年2月13日、3月4日、5日、18日、19日、6月18日 - 22日、8月13日 - 16日、2021年3月16日、5月6日、7日）
- インタビューここから 「安藤忠雄 大阪の誇りいつまでも」（2020年5月4日）インタビュアー
- NHKニュースおはよう関西 - キャスター（2021年3月29日 - 2022年7月15日）[3]
  - 狩野史長・牛田茉友の代理キャスター（2020年5月1日、8日、15日、7月28日、8月13日、14日、17日 - 21日）
- 関西のニュース（土曜正午・18:45、日曜朝番など）
- ニュース845～関西のニュースと気象情報～（不定期）
  - 牛田茉友の代理キャスター（2021年5月6日、7日）
- 上方演芸会（不定期）
- きょうの料理（大阪発司会）（2019年4月17日 - 2021年3月）
- ニュース きん5時（石橋亜紗が熊本取材の関係で代理キャスター）（2021年7月2日）コーナーの一部のナレーションも担当。

東京アナウンス室時代（2022年8月 - ）
- 首都圏ネットワーク
  - リポーター・ニュースリーダー（2022年8月4日 - 2024年1月）
  - ナビゲーター（2023年7月5日 - 2024年1月）
  - 上原光紀の代理キャスター（2023年1月4日 - 1月6日）
- 第89回NHK全国学校音楽コンクール　東京都コンクール本選「高等学校の部」（2022年8月31日、NHK-FM（東京））司会
- N響「第九」演奏会（2022年12月31日）案内役
- 長野県のニュース（2023年2月9日）勤務経験のある長野放送局の応援要員
- さわやか自然百景（2023年3月26日「秋田　森吉山　秋から冬」）語り
- 週刊4Kふるさとだより（キャスター：2023年4月8日 - 11月4日・2024年8月31日 - 2025年3月29日、BSプレミアム4K）
- 趣味どきっ!（主に水曜：2023年12月6日 - 2024年1月31日、Eテレ）